# Sugok-dong
Sugok-dong (koreanska: 수곡동) är en stadsdel i stadsdistriktet Seowon-gu i staden Cheongju i Sydkorea. Den ligger i provinsen Norra Chungcheong, i den centrala delen av landet, 110 km söder om huvudstaden Seoul.

## Indelning
Administrativt är Sugok-dong indelat i:
| Namn    | Namn             | Yta km² | Invånare 31 dec 2019 |
| ------- | ---------------- | ------- | -------------------- |
| 수곡1동 | Sugok 1(il)-dong | 1,41    | 14 516               |
| 수곡2동 | Sugok 2(i)-dong  | 0,49    | 14 214               |